# Molen van Oude Hengel
De Molen van Oude Hengel is een korenmolen in Ootmarsum in de Nederlandse provincie Overijssel.
De molen werd in 1866 gebouwd. In 1872 is na een brand de oude achtkante stenen onderbouw voorzien van een rond stenen bovenstuk. De molen is tot circa 1960 in bedrijf geweest. In 1971 en in 2010 vonden er herstelwerkzaamheden plaats. 
De huidige eigenaar is het Landschap Overijssel. Het beheer is in handen van de Molenstichting Oude Hengel Ootmarsum.
De molen is ingericht met drie koppels maalstenen, een op de wind en twee elektrisch aangedreven. De roeden van de molen zijn 22,40 meter lang en zijn voorzien van oud-Hollands hekwerk.

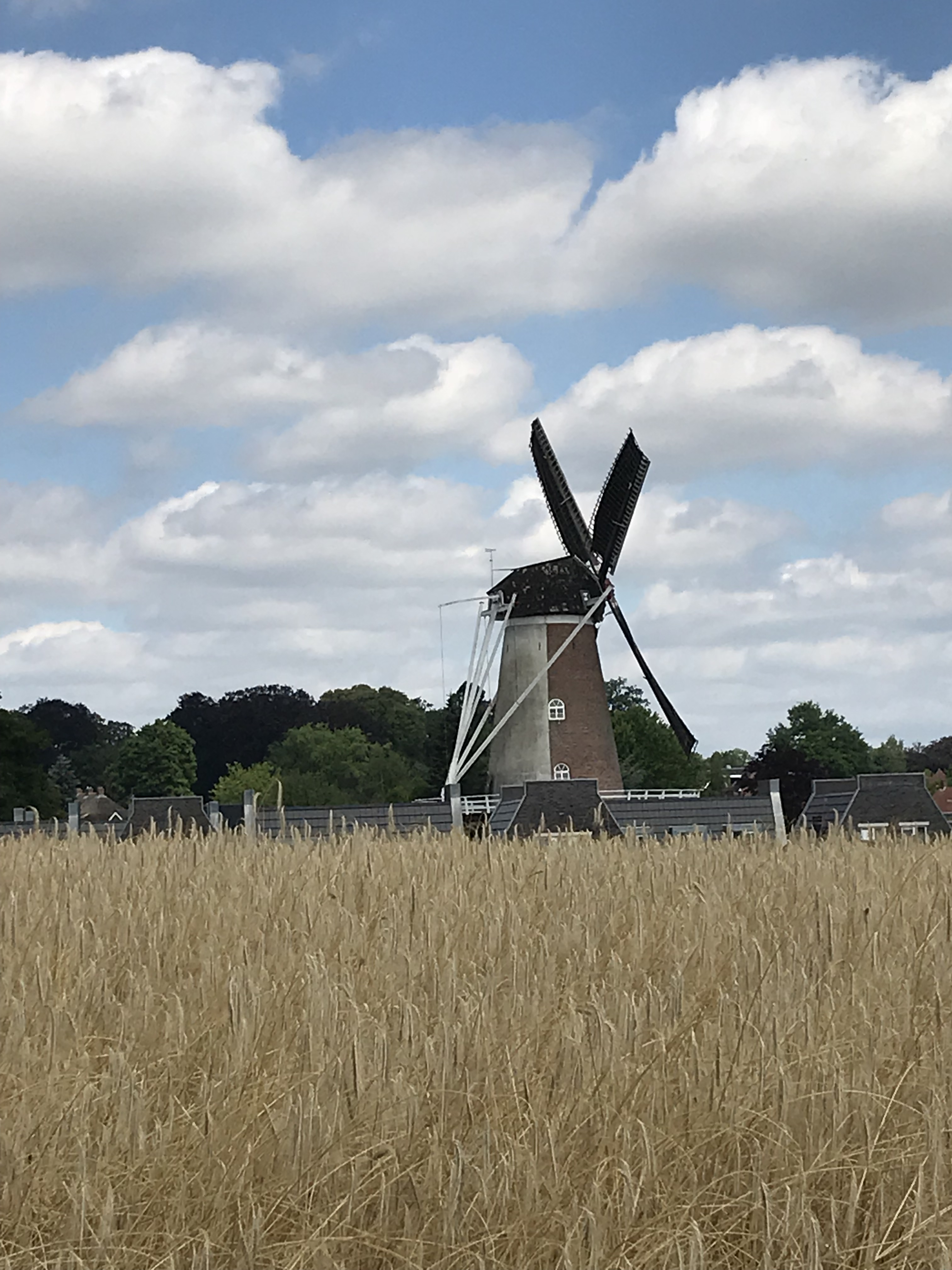
Molen van Oude Hengel zomer 2018